# ژوزف پرنه-دوشه

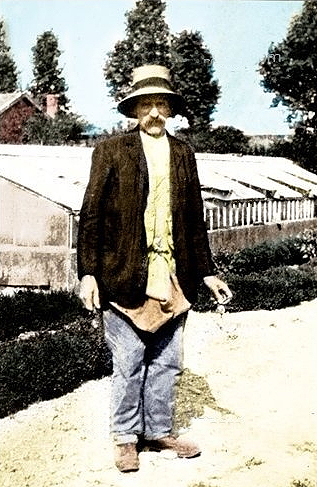
ژوزف پرنت-داچر

ژوزف پرنه-دوشه (۱۹۲۹–۱۸۵۹ میلادی) پرورش دهنده و پیوند دهندهٔ رز و از اهالی فرانسه بود. پدربزرگ و پدر او جین پرنت نیز پرورش‌دهندگان رز بودند و ژوزف سومین نسل از خاندان خود بشمار می‌رفت که به پرورش رز اشتغال داشتند. در سال ۱۸۷۹ کارآموزی‌اش را در راه کسب و کار و پرورش گل رز، در گلخانهٔ داچر در شهر لیون آغاز کرد. در سال ۱۸۸۲ با دختر صاحب کار خود داچر ازدواج کرد و نام خانوادگی خود را به پرنت-داچر تغییر داد. از سال ۱۸۸۷ با استفاده از رز زرد ایرانی او و پدرش شروع به ایجاد و توسعه رقم رز زرد کردند. آنها یک گل قرمز رنگ رز دورگه پرپچوال و رز زرد ایرانی را برای پیوند بکار بردند. بعد از مرگ پدر ژوزف در سال ۱۸۹۶ او با پیشرفت در انجام آزمایش‌هایش توانست در سال ۱۹۰۰ با معرفی نخستین رز زرد رنگ دورگهٔ چای بنام رز آفتاب طلایی (رز سولیل د اور) به شهرت جهانی برسد. این رز اولین نوع از سری رزهای پرنتیانا (رزهای پرنت) به شمار می‌آید. رز سولیل د اور همچنین از اجداد مهم رز صلح است که در سال ۱۹۴۵ توسط میلند معرفی شد. بین سال های ۱۹۰۷ تا ۱۹۲۵ ژوزف پرنت-داچر توانست سیزده بار مدال طلای رقابت بین‌المللی برای رزهای جدید را نصیب خود کند. این مسابقه هر سال در ماه جون در پاریس برگزار می‌شود. برخی از رزهایی که توسط او ایجاد شده‌اند عبارتند از:
- 'Mme. Caroline Testout' - (رز دورگه چای) 1890
- 'Beauté Inconstante' - (Tea) 1892'
- 'Souvenir du Président Carnot' - (Hybrid Tea) 1894
- 'Antoine Rivoire' - (Hybrid Tea) 1895
- 'Mme. Abel Chatenay' - (Hybrid Tea) 1895
- 'Mme. Ravary' - (Pernetiana) 1899
- 'Prince de Bulgarie' - (Hybrid Tea) 1900
- 'Soleil d'Or' رز آفتاب طلایی (رز سولیل د اور) - (Pernetiana) ۱۹۰۰
- 'Étoile de France' - (Hybrid Tea) 1904

- 'Lyon Rose' - (Pernetiana) 1907
- 'Mrs. Aaron Ward' - (Hybrid Tea) 1907
- 'Château de Clos Vougeot' - (Hybrid Tea) 1908

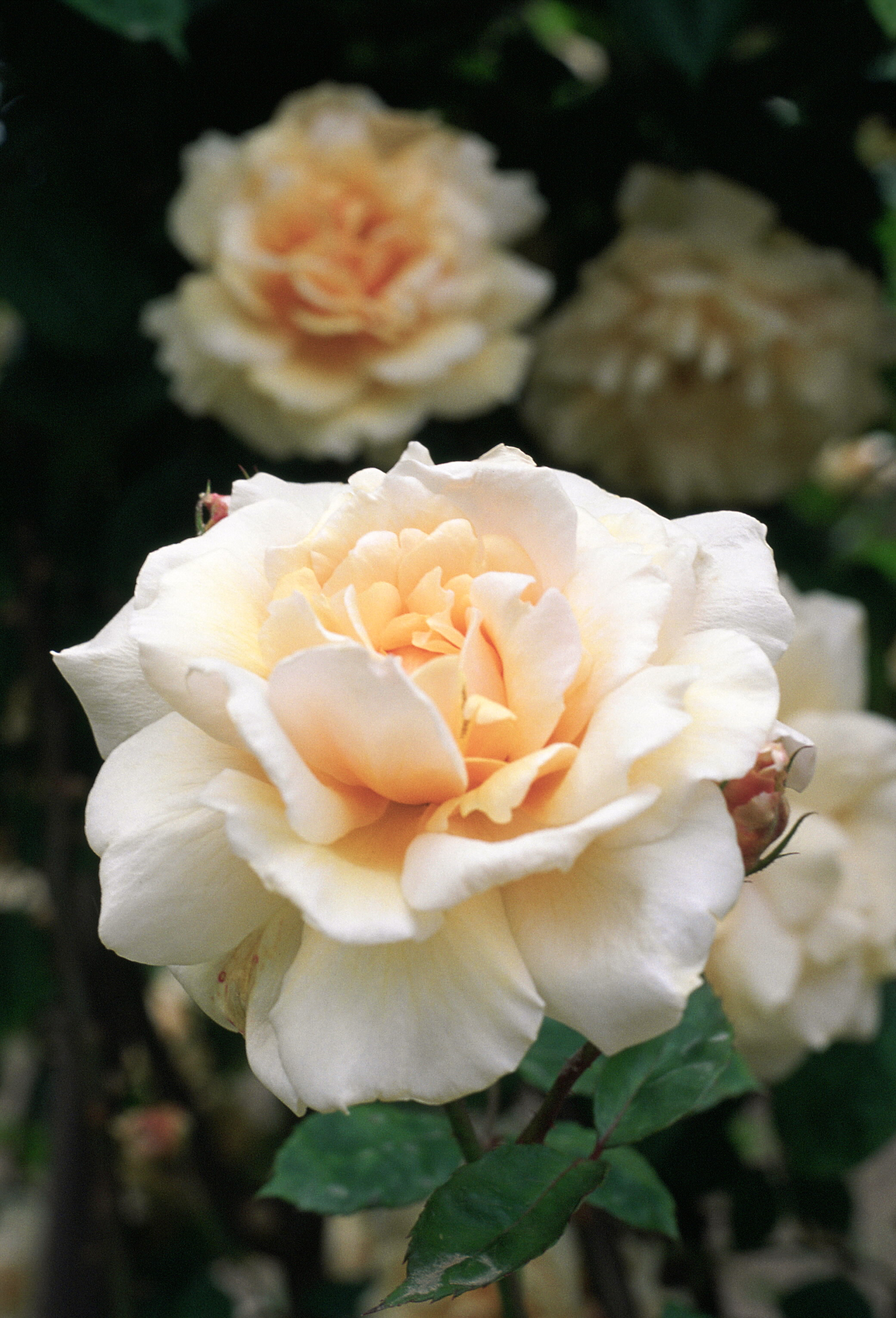
Rosa 'Mrs. Aaron Ward', 1907

- 'Mrs. Arthur Robert Waddell' - (Hybrid Tea) 1909
- 'Rayon d'Or' - (Hybrid Tea) 1910
- 'Sunburst' - (Pernetiana) 1912
- 'Daily Mail Rose' - (Hybrid Tea) 1913
- 'Admiral Ward' - (Hybrid Tea) 1915
- رز یادگار کلادیوس پرنت (Rosa 'Souvenir de Claudius Pernet')- (دورگهٔ چای) ۱۹۲۰
- 'Étoile de Feu' - (Pernetiana) 1921
- رز یادگار ژرژ پرنت 'Souvenir de Georges Pernet' - (Pernetiana) 1921
- 'Souvenir de Mme. Boullet' - (Hybrid Tea) 1921
- 'Toison d'Or' - (Hybrid Tea) 1921
- 'Mrs. Herbert Stevens' - (Climbing Hybrid Tea) 1922
- 'Angèle Pernet' - (Hybrid Tea) 1924
- 'Ville de Paris' - (Pernetiana) 1925
- 'Cuba' - (Pernetiana) 1926
- 'Julien Potin' - (Hybrid Tea) 1927

ژوزف پرنه-دوشه هر دو فرزند پسرش را در حین جنگ جهانی اول از دست داد. او برای گرامیداشت یاد فرزندانش دو نوع رز را به نام‌های رز یادگار کلادیوس پرنه و رز یادگار ژرژ پرنه ('Souvenir de Georges Pernet') نامگذاری کرد.